# Liste over Fremad Amagers sæsoner
Det følgende er en liste af Boldklubben Fremad Amagers sæsoner fra og med 1912-sæsonen til og med den seneste. Listen er dermed en oversigt over Fremad Amagers deltagelse i lokale turneringer arrangeret af Amager Boldspil-Union (ABU) og Københavns Forstadsklubbers Boldspil Union (KFBU), lokale turneringer arrangeret af Københavns Boldspil-Union (KBU) i Landsfodboldturneringens æra og både lokale og nationale turneringer arrangeret af henholdsvis KBU og Dansk Boldspil-Union (DBU) efter tilblivelsen af Danmarksturneringen i fodbold.
To år efter klubbens stiftelse i 1910 blev klubben en del af Amager Boldspil-Union (ABU) og deltog senere også i turneringer arrangeret af KFBU. I den første sæson arrangeret af det nye fodboldforbund endte Fremad Amager på andenpladsen med seks point, seks point efter Boldklubben 1908 på førstepladsen. Fremad Amagers første ligakamp var et nederlag på 0–13 mod Boldklubben 1908 og blev afviklet i april 1912 som en del af den første kamp i det officielle regionale Amagermesterskab.
Klubben blev ekstraordinært medlem af KBU i 1920 og fuldt medlem i 1921. Mellem 1920 og 1927 formåede klubben kun at konkurrere i regionale ligaer arrangeret af det regionale forbund og kvalificerede sig ikke til slutrunderne i det nationale mesterskab, Landsfodboldturneringen. I dette årti bevægede førsteholdet sig fra 3. niveau, Deltagerturneringen i sæsonen 1920-21, til 1. niveau, Mesterskabsrækken, som dengang ansås for at være en af de bedste ligaer på nationalt plan. Samtidigt deltog klubben i KBUs Pokalturnering ved at indtræde i første runde af udgaven i 1925.
Fremad Amager har i hver sæson siden 1927 deltaget i en af de fem bedste rækker i det danske ligasystem. Klubbens mest succesfulde periode var i årene omkring Anden Verdenskrig. Klubben har spillet 20 sæsoner i den bedste danske række, nået finalen i Landspokalturneringen én gang og deltaget i UEFA Pokalvindernes Turnering i sæsonen 1972-73. Fremad Amager deltog i KBU's seniorpokalturnering indtil 1953, hvor turneringen blev erstattet af den landsdækkende turnering DBU Pokalen.

## Nøgle
Niveau i ligasystem
| - Niveau 1: Landsfodboldturneringen (1912–1927), Danmarksmesterskabsturneringen (1927–1929, 1940–1945), Mesterskabsserien (1929–1940), 1. division (1945–1990), Superligaen (1991–nu') - Niveau 2: Oprykningsserien (1929–1936), II. Serie (1936–1940), 2. division (1945–1990), Kvalifikationsligaen (1992–1995), 1. division (1991–nu) - Niveau 3: 3. division (1945–1990), 2. division (1991–nu) - Niveau 4: Kvalifikationsturneringen (1946–1965), Danmarksserien for herrer (1966–nu) - Niveau 5 (Niveau 1 under DBU København): KBUs Mesterskabsrække (1920–1936), KBUs A-række (1936–1947), Københavnsserien A / Københavnsserien B (1947–1977), Københavnsserien (1978–nu) - Niveau 6 (Niveau 2 under DBU København): KBUs A-række (1920–1936), KBUs B-række (1936–1947), KBUs Mellemrække (1947–1984), KBUs Serie 1 (1985–2011), DBU København Serie 1 (2011–nu) - Niveau 7 (Niveau 3 under DBU København): KBUs Deltagerturnering & KBUs Forstadsturnering (1920–21), KBUs B-række (1921–1936), KBUs C-række (1944–1947), KBUs A-række (1947–1984), KBUs Serie 2 (1985–2011), DBU København Serie 2 (2011–nu) |

| Farver og symboler \| Guld eller 1. \| Vindere / Mestre \| \| Sølv eller 2. \| Andenplads / Finalist \| \| Bronze eller 3. \| Tredjeplads \| \| oprykning \| Oprykning \| \| nedrykning \| Nedrykning \| \| ♦ \| Topscorer i division \| | Ligaresultater - Sæson = Årstal for sæsonen - Placering = Endelig placering i tabellen - Niveau = Række i det danske ligasystem - S = Kampe spillet - V = Kampe vundet - U = Kampe uafgjort - T = Kampe tabt - MF = Mål for - MI = Mål imod - Pt = Point | Turneringsresultater - En-dash (–) = Deltog ikke - DSQ = Diskvalificeret - DNE = Did not enter cup play - KR1 = Første kvalifikationsrunde, etc. - GS = Gruppespil - GS2 = Andet gruppespil - R1 = Første runde, etc. - R16 = 16-delsfinaler - KF = Kvartfinaler - SF = Semifinaler - 2. = Finalist - V = Vindere |
| Guld eller 1. | Vindere / Mestre | |
| Sølv eller 2. | Andenplads / Finalist | |
| Bronze eller 3. | Tredjeplads | |
| oprykning | Oprykning | |
| nedrykning | Nedrykning | |
| ♦ | Topscorer i division | |

## Sæsoner
Resultater i liga- og pokalturneringer efter sæson.
| Sæson       | Sæson       | Liga | Liga | Liga | Liga | Liga | Liga | Liga | Liga | Liga | Liga | Cup | Europa / Andre | Europa / Andre | Gns. Hjemme Tilskuertal | Topscorer(e) | Topscorer(e) | Ref.                                                   |
| Sæson       | Sæson       | Niveau | Division | S | V | U | T | MF | MI | Pt | Placering | Cup | Turnering | Resultat | Gns. Hjemme Tilskuertal | Navn | Mål | Ref.                                                   |
| ----------- | ----------- | --- | --- | --- | --- | --- | --- | --- | --- | --- | --- | --- | --- | --- | --- | --- | --- | ------------------------------------------------------ |
| 1910        | 1910        | Klubben begyndte ikke at spille organiseret ligafodbold indtil 1912. | Klubben begyndte ikke at spille organiseret ligafodbold indtil 1912. | Klubben begyndte ikke at spille organiseret ligafodbold indtil 1912. | Klubben begyndte ikke at spille organiseret ligafodbold indtil 1912. | Klubben begyndte ikke at spille organiseret ligafodbold indtil 1912. | Klubben begyndte ikke at spille organiseret ligafodbold indtil 1912. | Klubben begyndte ikke at spille organiseret ligafodbold indtil 1912. | Klubben begyndte ikke at spille organiseret ligafodbold indtil 1912. | Klubben begyndte ikke at spille organiseret ligafodbold indtil 1912. | Klubben begyndte ikke at spille organiseret ligafodbold indtil 1912. | Klubben deltog kun i venskabskampe i sine første to sæsoner. | Klubben deltog kun i venskabskampe i sine første to sæsoner. | Klubben deltog kun i venskabskampe i sine første to sæsoner. | Klubben deltog kun i venskabskampe i sine første to sæsoner. | Klubben deltog kun i venskabskampe i sine første to sæsoner. | Klubben deltog kun i venskabskampe i sine første to sæsoner. | N/A                                                    |
| 1911        | 1911        | Klubben begyndte ikke at spille organiseret ligafodbold indtil 1912. | Klubben begyndte ikke at spille organiseret ligafodbold indtil 1912. | Klubben begyndte ikke at spille organiseret ligafodbold indtil 1912. | Klubben begyndte ikke at spille organiseret ligafodbold indtil 1912. | Klubben begyndte ikke at spille organiseret ligafodbold indtil 1912. | Klubben begyndte ikke at spille organiseret ligafodbold indtil 1912. | Klubben begyndte ikke at spille organiseret ligafodbold indtil 1912. | Klubben begyndte ikke at spille organiseret ligafodbold indtil 1912. | Klubben begyndte ikke at spille organiseret ligafodbold indtil 1912. | Klubben begyndte ikke at spille organiseret ligafodbold indtil 1912. | Klubben deltog kun i venskabskampe i sine første to sæsoner. | Klubben deltog kun i venskabskampe i sine første to sæsoner. | Klubben deltog kun i venskabskampe i sine første to sæsoner. | Klubben deltog kun i venskabskampe i sine første to sæsoner. | Klubben deltog kun i venskabskampe i sine første to sæsoner. | Klubben deltog kun i venskabskampe i sine første to sæsoner. | N/A                                                    |
| 1912        | 1912        | 1 | ABUs Amager-Turnering | 6 | 2 | 2 | 2 | N/A | N/A | 6 | 2. af 4 | — | ABUs Pokalturnering (spring)ABUs Pokalturnering (fall) | SF | N/A | N/A | N/A | [ 1 ] [ 6 ] [ 7 ]                                      |
| 1913        | 1913        | 1 | ABUs Amager-Turnering | N/A | N/A | N/A | N/A | N/A | N/A | N/A | ? of 7 | — | N/A | N/A | N/A | N/A | N/A | N/A                                                    |
| 1914        | 1914        | 1 | ABUs Amager-Turnering | N/A | N/A | N/A | N/A | N/A | N/A | N/A | ? of ? | — | N/A | N/A | N/A | N/A | N/A | N/A                                                    |
| 1915        | 1915        | 1 | ABUs Amager-Turnering | N/A | N/A | N/A | N/A | N/A | N/A | N/A | ? of ? | — | N/A | N/A | N/A | N/A | N/A | N/A                                                    |
| 1915–16     | 1915–16     | 1 | ABUs Amager-Turnering | 7 | 4 | 2 | 1 | N/A | N/A | 10 | 2. af 5 | — | Aftenpostens Pokalturnering | KF | N/A | N/A | N/A | [ 8 ] [ 9 ] [ 10 ]                                     |
| 1916–17     | 1916–17     | 1 | ABUs Amager-Turnering | 8 | N/A | N/A | N/A | N/A | N/A | N/A | ? of 5 | — | Aftenpostens PokalturneringABUs Pokalturnering | KF | N/A | N/A | N/A | [ 11 ] [ 12 ] [ 8 ]                                    |
| 1917–18     | 1917–18     | 1 | ABUs Amager-Turnering | N/A | N/A | N/A | N/A | N/A | N/A | N/A | 2. af ? | — | N/A | N/A | N/A | N/A | N/A | N/A                                                    |
| 1918–19     | 1918–19     | N/A | N/A | N/A | N/A | N/A | N/A | N/A | N/A | N/A | N/A | — | N/A | N/A | N/A | N/A | N/A | N/A                                                    |
| 1919–20     | 1919–20     | N/A | N/A | N/A | N/A | N/A | N/A | N/A | N/A | N/A | N/A | — | N/A | N/A | N/A | N/A | N/A | N/A                                                    |
| 1920–21     | 1920–21     | 3 | KBUs Deltagerturnering | 410 | 46 | 02 | 02 | 2131 | 220 | 814 | 1st of 3 (of 8) · Won promotion playoffs | — | N/A | N/A | N/A | N/A | N/A | [ 13 ] [ 14 ] [ 15 ] [ 16 ] [ 17 ]                     |
| 1921–22     | 1921–22     | 2 | KBUs A-række | 8 | 2 | 0 | 6 | 11 | 20 | 4 | 8th of 9 | — | N/A | N/A | N/A | N/A | N/A | [ 18 ] [ 19 ] [ 20 ]                                   |
| 1922–23     | 1922–23     | 2 | KBUs A-række | 9 | 3 | 2 | 4 | 18 | 24 | 8 | 5th of 10 | — | Amagerklubbernes Pokalturnering | Guld | N/A | N/A | N/A | [ 21 ] [ 19 ] [ 20 ] [ 22 ]                            |
| 1923–24     | 1923–24     | 2 | KBUs A-række | 9 | 3 | 3 | 3 | 22 | 24 | 9 | 5th of 10 | — | N/A | N/A | N/A | N/A | N/A | [ 23 ] [ 19 ] [ 20 ]                                   |
| 1924–25     | 1924–25     | 2 | KBUs A-række | 10 | 7 | 1 | 2 | 26 | 14 | 15 | 1st of 11 Lost promotion playoffs | — | Fælledklubbernes PokalturneringAmagerklubbernes Pokalturnering | W? | N/A | N/A | N/A | [ 24 ] [ 19 ] [ 20 ] [ 25 ] [ 26 ]                     |
| 1925–26     | 1925–26     | 2 | KBUs A-række | 11 | 11 | 0 | 0 | 69 | 12 | 22 | 1st of 12 · Won promotion playoffs | — | KBUs PokalturneringFælledklubbernes PokalturneringAmagerklubbernes Pokalturnering | R1KFR1 | N/A | N/A | N/A | [ 27 ] [ 19 ] [ 5 ] [ 20 ] [ 28 ] [ 29 ]               |
| 1926–27     | 1926–27     | 1 | KBUs Mesterskabsrække | 10 | 3 | 0 | 7 | 23 | 44 | 6 | 6th of 6 Won relegation playoffs | — | KBUs PokalturneringD-Gruppens Pokalturnering | R1Guld | ... | Ernst Quick | 7 | [ 30 ] [ 5 ] [ 31 ] [ 32 ] [ 33 ] [ 34 ]               |
| 1927–28     | 1927–28     | 1 | Danmarksmesterskabsturneringen, 1. KredsDanmarksmesterskabsturneringen, Slutrunden | 34 | 21 | 10 | 03 | 926 | 626 | 42 | 2. af 44th of 5 | — | KBUs PokalturneringD-Gruppens PokalturneringAmagerklubbernes Pokalturnering | R1Guld2. | N/A | Ernst Quick | 9 | [ 35 ] [ 36 ] [ 37 ] [ 38 ] [ 39 ] [ 40 ] [ 41 ] [ 5 ] |
| 1927–28     | 1927–28     | 2 | KBUs Mesterskabsrække | 10 | 2 | 0 | 8 | 16 | 39 | 4 | 6th of 6 Won relegation playoffs | — | KBUs PokalturneringD-Gruppens PokalturneringAmagerklubbernes Pokalturnering | R1Guld2. | ... | Knud Kastrup Ernst Quick | 5 | [ 42 ] [ 31 ] [ 20 ] [ 43 ] [ 44 ] [ 45 ]              |
| 1928–29     | 1928–29     | 1 | Danmarksmesterskabsturneringen, Kreds III | 4 | 0 | 1 | 3 | 7 | 22 | 1 | 5th of 5 | — | KBUs PokalturneringD-Gruppens PokalturneringAmagerklubbernes Pokalturnering | SF2. | N/A | N/A | N/A | [ 35 ] [ 5 ] [ 46 ]                                    |
| 1928–29     | 1928–29     | 2 | KBUs Mesterskabsrække | 10 | 2 | 0 | 8 | 20 | 57 | 4 | 6th of 6 · Lost relegation playoffs | — | KBUs PokalturneringD-Gruppens PokalturneringAmagerklubbernes Pokalturnering | SF2. | N/A | N/A | N/A | [ 20 ] [ 47 ] [ 48 ]                                   |
| 1929–30     | 1929–30     | 2 | Oprykningsserien | 6 | 4 | 0 | 2 | 22 | 12 | 8 | 3rd of 7 | — | KBUs PokalturneringD-Gruppens PokalturneringAmagerklubbernes Pokalturnering | R1Guld? | N/A | N/A | N/A | [ 35 ] [ 5 ]                                           |
| 1929–30     | 1929–30     | 4 | KBUs A-række | 13 | 10 | 2 | 1 | 55 | 21 | 22 | 2. af 14 | — | KBUs PokalturneringD-Gruppens PokalturneringAmagerklubbernes Pokalturnering | R1Guld? | N/A | N/A | N/A | [ 49 ] [ 19 ] [ 20 ] [ 50 ]                            |
| 1930–31     | 1930–31     | 2 | Oprykningsserien | 8 | 7 | 1 | 0 | 31 | 9 | 15 | 1st of 9 | — | KBUs PokalturneringAmagerklubbernes Pokalturnering | R1Guld | N/A | N/A | N/A | [ 35 ] [ 51 ] [ 52 ]                                   |
| 1930–31     | 1930–31     | 3 | KBUs Mesterskabsrække | 7 | 1 | 0 | 6 | 11 | 18 | 2 | 7th of 8 | — | KBUs PokalturneringAmagerklubbernes Pokalturnering | R1Guld | N/A | N/A | N/A | [ 53 ] [ 20 ] [ 54 ]                                   |
| 1931–32     | 1931–32     | 1 | Mesterskabsserien | 9 | 1 | 1 | 7 | 16 | 35 | 3 | 9th of 10 | — | KBUs Pokalturnering | R1 | N/A | N/A | N/A | [ 35 ] [ 51 ]                                          |
| 1931–32     | 1931–32     | 3 | KBUs Mesterskabsrække | 7 | 3 | 0 | 4 | 14 | 16 | 6 | 5th of 8 | — | KBUs Pokalturnering | R1 | N/A | N/A | N/A | [ 55 ] [ 20 ] [ 56 ]                                   |
| 1932–33     | 1932–33     | 1 | Mesterskabsserien | 9 | 2 | 0 | 7 | 12 | 30 | 4 | 9th of 10 | — | KBUs PokalturneringAmagerklubbernes Pokalturnering | SF2. | N/A | N/A | N/A | [ 35 ] [ 51 ]                                          |
| 1932–33     | 1932–33     | 3 | KBUs Mesterskabsrække | 7 | 1 | 2 | 4 | 9 | 19 | 4 | 7th of 8 | — | KBUs PokalturneringAmagerklubbernes Pokalturnering | SF2. | N/A | N/A | N/A | [ 57 ] [ 20 ] [ 58 ] [ 59 ]                            |
| 1933–34     | 1933–34     | 1 | Mesterskabsserien | 9 | 2 | 1 | 6 | 13 | 29 | 5 | 9th of 10 | — | KBUs Pokalturnering | 2. | N/A | N/A | N/A | [ 35 ] [ 51 ]                                          |
| 1933–34     | 1933–34     | 3 | KBUs Mesterskabsrække | 7 | 0 | 0 | 7 | 4 | 26 | 0 | 8th of 8 Won relegation playoffs | — | KBUs Pokalturnering | 2. | N/A | N/A | N/A | [ 60 ] [ 20 ] [ 61 ]                                   |
| 1934–35     | 1934–35     | 1 | Mesterskabsserien | 9 | 1 | 2 | 6 | 7 | 39 | 4 | 10th of 10 | — | KBUs PokalturneringKBUs Sommerpokalturnering | R1Guld | N/A | N/A | N/A | [ 35 ] [ 51 ]                                          |
| 1934–35     | 1934–35     | 3 | KBUs Mesterskabsrække | 7 | 2 | 0 | 5 | 8 | 17 | 4 | 8th of 8 · Lost relegation playoffs | — | KBUs PokalturneringKBUs Sommerpokalturnering | R1Guld | N/A | N/A | N/A | [ 62 ] [ 20 ] [ 63 ] [ 64 ]                            |
| 1935–36     | 1935–36     | 2 | Oprykningsserien, Østkredsen | 6 | 5 | 0 | 1 | 26 | 18 | 10 | 2. af 7 | — | KBUs PokalturneringKBUs Sommerpokalturnering | SFGuld | N/A | N/A | N/A | [ 35 ] [ 51 ]                                          |
| 1935–36     | 1935–36     | 4 | KBUs A-række | 15 | 12 | 0 | 3 | 56 | 21 | 24 | 2. af 16 | — | KBUs PokalturneringKBUs Sommerpokalturnering | SFGuld | N/A | N/A | N/A | [ 65 ] [ 20 ] [ 19 ] [ 64 ]                            |
| 1936–37     | 1936–37     | 2 | II Serie | 18 | 10 | 3 | 5 | 60 | 46 | 23 | 3rd of 10 | — | KBUs Sommerpokalturnering | 2. | N/A | N/A | N/A | [ 35 ] [ 66 ]                                          |
| 1937–38     | 1937–38     | 2 | II Serie | 18 | 13 | 1 | 4 | 77 | 42 | 27 | 1st of 10 | — | KBUs Pokalturnering | R1 | N/A | N/A | N/A | [ 35 ] [ 51 ]                                          |
| 1938–39     | 1938–39     | 1 | Mesterskabsserien | 18 | 5 | 3 | 10 | 32 | 57 | 13 | 9th of 10 | — | KBUs Pokalturnering | SF | N/A | N/A | N/A | [ 35 ] [ 51 ]                                          |
| 1939–40     | 1939–40     | 1 | Mesterskabsserien | 18 | 7 | 8 | 3 | 44 | 36 | 22 | 2. af 10 | — | DanmarkspokalturneringenKBUs Pokalturnering | R2R1 | N/A | N/A | N/A | [ 35 ] [ 67 ] [ 51 ]                                   |
| 1940–41     | 1940–41     | 1 | Danmarksturneringen, Kreds IIIDanmarksturneringen, Slutrunden | 143 | 72 | 40 | 31 | 408 | 288 | 18— | 3rd of 82. | — | KBUs Pokalturnering | SF | N/A | Oscar Theisen | 12 | [ 35 ] [ 68 ] [ 69 ]                                   |
| 1941–42     | 1941–42     | 1 | Danmarksturneringen, Kreds III | 14 | 7 | 0 | 7 | 35 | 37 | 14 | 5th of 8 | — | KBUs Pokalturnering | R1 | N/A | Harry Frandsen | 10 | [ 35 ] [ 68 ] [ 70 ]                                   |
| 1942–43     | 1942–43     | 1 | Danmarksturneringen, Kreds III | 14 | 3 | 3 | 8 | 21 | 33 | 9 | 6th of 8 | — | KBUs Pokalturnering | R1 | N/A | N/A | N/A | [ 35 ] [ 68 ]                                          |
| 1943–44     | 1943–44     | 1 | Danmarksturneringen, Kreds III | 14 | 7 | 1 | 6 | 37 | 39 | 15 | 5th of 8 | — | KBUs Pokalturnering | SF | N/A | Oscar Theisen | 11 | [ 35 ] [ 68 ] [ 71 ]                                   |
| 1944–45     | 1944–45     | 1 | Danmarksturneringen, Kreds III | 16 | 5 | 0 | 11 | 21 | 39 | 10 | 8th of 9 | — | KBUs Pokalturnering | R1 | N/A | N/A | N/A | [ 35 ] [ 68 ]                                          |
| 1945–46     | 1945–46     | 1 | 1. Division | 18 | 6 | 5 | 7 | 27 | 37 | 17 | 5th of 12 | — | KBUs Pokalturnering | R1 | N/A | N/A | N/A | [ 35 ] [ 68 ]                                          |
| 1946–47     | 1946–47     | 1 | 1. Division | 18 | 10 | 2 | 6 | 36 | 30 | 22 | 3rd of 12 | — | KBUs Pokalturnering | R1 | N/A | N/A | N/A | [ 35 ] [ 68 ]                                          |
| 1947–48     | 1947–48     | 1 | 1. Division | 18 | 1 | 3 | 14 | 19 | 55 | 5 | 10th of 12 | — | KBUs Pokalturnering | SF | N/A | N/A | N/A | [ 35 ] [ 68 ]                                          |
| 1948–49     | 1948–49     | 2 | 2. Division | 18 | 9 | 5 | 4 | 35 | 28 | 23 | 2. af 12 | — | N/A | N/A | N/A | N/A | N/A | [ 35 ]                                                 |
| 1949–50     | 1949–50     | 2 | 2. Division | 18 | 10 | 5 | 3 | 39 | 25 | 25 | 2. af 12 | — | KBUs Pokalturnering | SF | N/A | Kaj Frandsen | 16 ♦ | [ 35 ] [ 68 ] [ 72 ]                                   |
| 1950–51     | 1950–51     | 2 | 2. Division | 18 | 11 | 2 | 5 | 43 | 29 | 24 | 2. af 12 | — | KBUs Pokalturnering | SF | N/A | Carl Erik Sirak | 15 | [ 35 ] [ 73 ] [ 74 ]                                   |
| 1951–52     | 1951–52     | 2 | 2. Division | 18 | 9 | 2 | 7 | 45 | 37 | 20 | 4th of 12 | — | KBUs Pokalturnering | R16 | N/A | N/A | N/A | [ 35 ] [ 73 ]                                          |
| 1952–53     | 1952–53     | 2 | 2. Division | 18 | 6 | 6 | 6 | 24 | 28 | 18 | 6th of 12 | — | KBUs Pokalturnering | Guld | N/A | N/A | N/A | [ 35 ] [ 73 ]                                          |
| 1953–54     | 1953–54     | 2 | 2. Division | 18 | 6 | 2 | 10 | 30 | 42 | 14 | 10th of 12 | — | KBUs Pokalturnering | R16 | N/A | N/A | N/A | [ 35 ] [ 73 ]                                          |
| 1954–55     | 1954–55     | 3 | 3. Division | 22 | 12 | 3 | 7 | 47 | 37 | 27 | 2. af 12 | R3 | — | — | N/A | N/A | N/A | [ 35 ] [ 75 ]                                          |
| 1955–56     | 1955–56     | 3 | 3. division | 22 | 7 | 5 | 10 | 56 | 55 | 19 | 9th of 12 | R3 | — | — | N/A | N/A | N/A | [ 35 ] [ 75 ]                                          |
| 1956–57     | a-s         | 3 | 3. division | 33 | 18 | 3 | 12 | 74 | 61 | 39 | 6th of 12 | R5 | — | — | N/A | N/A | N/A | [ 35 ] [ 75 ]                                          |
| 1956–57     | a           | 3 | 3. division | 33 | 18 | 3 | 12 | 74 | 61 | 39 | 6th of 12 | R3 | — | — | N/A | N/A | N/A | [ 35 ] [ 75 ]                                          |
| 1958        | s           | 3 | 3. division | 22 | 17 | 1 | 4 | 59 | 25 | 35 | 2. af 12 | R3 | — | — | N/A | Walther Jensen | 17 | [ 35 ] [ 75 ] [ 76 ]                                   |
| 1958        | a           | 3 | 3. division | 22 | 17 | 1 | 4 | 59 | 25 | 35 | 2. af 12 | R4 | — | — | N/A | Walther Jensen | 17 | [ 35 ] [ 75 ] [ 76 ]                                   |
| 1959        | s           | 2 | 2. division | 22 | 6 | 4 | 12 | 34 | 53 | 16 | 12th of 12 | R4 | — | — | N/A | N/A | N/A | [ 35 ] [ 75 ]                                          |
| 1959        | a           | 2 | 2. division | 22 | 6 | 4 | 12 | 34 | 53 | 16 | 12th of 12 | R3 | — | — | N/A | N/A | N/A | [ 35 ] [ 75 ]                                          |
| 1960        | s           | 3 | 3. division | 22 | 11 | 7 | 4 | 41 | 27 | 29 | 3rd of 12 | R3 | — | — | N/A | N/A | N/A | [ 35 ] [ 75 ]                                          |
| 1960        | a           | 3 | 3. division | 22 | 11 | 7 | 4 | 41 | 27 | 29 | 3rd of 12 | R1 | — | — | N/A | N/A | N/A | [ 35 ] [ 75 ]                                          |
| 1961        | s           | 3 | 3. division | 22 | 11 | 6 | 5 | 43 | 31 | 28 | 3rd of 12 | R1 | — | — | N/A | N/A | N/A | [ 35 ] [ 75 ]                                          |
| 1961        | a           | 3 | 3. division | 22 | 11 | 6 | 5 | 43 | 31 | 28 | 3rd of 12 | R3 | — | — | N/A | N/A | N/A | [ 35 ] [ 75 ]                                          |
| 1962        | s           | 3 | 3. division | 22 | 7 | 2 | 13 | 42 | 53 | 16 | 11th of 12 | R3 | — | — | N/A | Ib Petersen | 13 | [ 35 ] [ 75 ] [ 77 ]                                   |
| 1962        | a           | 3 | 3. division | 22 | 7 | 2 | 13 | 42 | 53 | 16 | 11th of 12 | R3 | — | — | N/A | Ib Petersen | 13 | [ 35 ] [ 75 ] [ 77 ]                                   |
| 1963        | s           | 4 | Kvalifikationsturneringen | 22 | 10 | 6 | 6 | 43 | 26 | 26 | 5th of 12 | R3 | — | — | N/A | N/A | N/A | [ 35 ]                                                 |
| 1963        | a           | 4 | Kvalifikationsturneringen | 22 | 10 | 6 | 6 | 43 | 26 | 26 | 5th of 12 | N/A | — | — | N/A | N/A | N/A | [ 35 ]                                                 |
| 1964        | s           | 4 | Kvalifikationsturneringen | 22 | 16 | 4 | 2 | 59 | 18 | 36 | 1st of 12 | N/A | — | — | N/A | N/A | N/A | [ 35 ] [ 75 ]                                          |
| 1964        | a           | 4 | Kvalifikationsturneringen | 22 | 16 | 4 | 2 | 59 | 18 | 36 | 1st of 12 | R2 | — | — | N/A | N/A | N/A | [ 35 ] [ 75 ]                                          |
| 1965        | s           | 3 | 3. division | 22 | 9 | 4 | 9 | 52 | 47 | 22 | 5th of 12 | R2 | — | — | N/A | Ib Petersen | 13 | [ 35 ] [ 75 ] [ 78 ]                                   |
| 1965        | a           | 3 | 3. division | 22 | 9 | 4 | 9 | 52 | 47 | 22 | 5th of 12 | R3 | — | — | N/A | Ib Petersen | 13 | [ 35 ] [ 75 ] [ 78 ]                                   |
| 1966        | s           | 3 | 3. division øst | 22 | 9 | 4 | 9 | 30 | 36 | 22 | 7th of 12 | R3 | — | — | N/A | N/A | N/A | [ 35 ] [ 75 ]                                          |
| 1966        | a           | 3 | 3. division øst | 22 | 9 | 4 | 9 | 30 | 36 | 22 | 7th of 12 | R1 | — | — | N/A | N/A | N/A | [ 35 ] [ 75 ]                                          |
| 1967        | s           | 3 | 3. division øst | 22 | 10 | 3 | 9 | 26 | 19 | 23 | 5th of 12 | R1 | — | — | N/A | N/A | N/A | [ 35 ] [ 75 ]                                          |
| 1967        | a           | 3 | 3. division øst | 22 | 10 | 3 | 9 | 26 | 19 | 23 | 5th of 12 | R1 | — | — | N/A | N/A | N/A | [ 35 ] [ 75 ]                                          |
| 1968        | s           | 3 | 3. division øst | 22 | 14 | 5 | 3 | 48 | 26 | 33 | 2. af 12 | R1 | — | — | N/A | Bent Andersen | 12 | [ 35 ] [ 75 ] [ 79 ]                                   |
| 1968        | a           | 3 | 3. division øst | 22 | 14 | 5 | 3 | 48 | 26 | 33 | 2. af 12 | R2 | — | — | N/A | Bent Andersen | 12 | [ 35 ] [ 75 ] [ 79 ]                                   |
| 1969        | s           | 3 | 3. division øst | 22 | 14 | 6 | 2 | 48 | 23 | 34 | 1st of 12 · Lost 3. division Final | R2 | — | — | N/A | Peter Kristensen | 20 ♦ | [ 35 ] [ 75 ] [ 80 ]                                   |
| 1969        | a           | 3 | 3. division øst | 22 | 14 | 6 | 2 | 48 | 23 | 34 | 1st of 12 · Lost 3. division Final | R1 | — | — | N/A | Peter Kristensen | 20 ♦ | [ 35 ] [ 75 ] [ 80 ]                                   |
| 1970        | s           | 2 | 2. division | 22 | 5 | 5 | 12 | 23 | 40 | 15 | 11th of 12 | R1 | — | — | N/A | N/A | N/A | [ 35 ] [ 75 ]                                          |
| 1970        | a           | 2 | 2. division | 22 | 5 | 5 | 12 | 23 | 40 | 15 | 11th of 12 | R2 | — | — | N/A | N/A | N/A | [ 35 ] [ 75 ]                                          |
| 1971        | s           | 3 | 3. division øst | 22 | 15 | 4 | 3 | 52 | 24 | 34 | 1st of 12 · Lost 3. Division Final | R2 | — | — | N/A | Leif Lerche | 12 | [ 35 ] [ 75 ] [ 81 ] [ 82 ]                            |
| 1971        | a           | 3 | 3. division øst | 22 | 15 | 4 | 3 | 52 | 24 | 34 | 1st of 12 · Lost 3. Division Final | 2. | — | — | N/A | Leif Lerche | 12 | [ 35 ] [ 75 ] [ 81 ] [ 82 ]                            |
| 1972        | s           | 2 | 2. division | 22 | 6 | 8 | 8 | 36 | 46 | 20 | 10th of 12 | 2. | — | — | N/A | Leif Lerche | 9 | [ 35 ] [ 75 ] [ 83 ]                                   |
| 1972        | a           | 2 | 2. division | 22 | 6 | 8 | 8 | 36 | 46 | 20 | 10th of 12 | R3 | European Cup Winners' Cup | R1 | N/A | Leif Lerche | 9 | [ 35 ] [ 75 ] [ 83 ]                                   |
| 1973        | s           | 2 | 2. division | 22 | 7 | 5 | 10 | 30 | 32 | 19 | 10th of 12 | R3 | European Cup Winners' Cup | R1 | N/A | Erik Ryde | 7 | [ 35 ] [ 75 ] [ 84 ]                                   |
| 1973        | a           | 2 | 2. division | 22 | 7 | 5 | 10 | 30 | 32 | 19 | 10th of 12 | R2 | — | — | N/A | Erik Ryde | 7 | [ 35 ] [ 75 ] [ 84 ]                                   |
| 1974        | s           | 2 | 2. division | 22 | 10 | 9 | 3 | 44 | 32 | 29 | 3rd of 12 | R2 | — | — | N/A | Erik Ryde | 11 | [ 35 ] [ 75 ] [ 85 ]                                   |
| 1974        | a           | 2 | 2. division | 22 | 10 | 9 | 3 | 44 | 32 | 29 | 3rd of 12 | R4 | — | — | N/A | Erik Ryde | 11 | [ 35 ] [ 75 ] [ 85 ]                                   |
| 1975        | s           | 1 | 1. division | 30 | 10 | 4 | 16 | 45 | 54 | 24 | 13th of 16 | R4 | — | — | N/A | Frank Arnesen Jørgen Salomonsen | 10 | [ 35 ] [ 75 ] [ 86 ]                                   |
| 1975        | a           | 1 | 1. division | 30 | 10 | 4 | 16 | 45 | 54 | 24 | 13th of 16 | R3 | — | — | N/A | Frank Arnesen Jørgen Salomonsen | 10 | [ 35 ] [ 75 ] [ 86 ]                                   |
| 1976        | s           | 1 | 1. division | 30 | 7 | 7 | 16 | 34 | 52 | 21 | 15th of 16 | R3 | — | — | N/A | Jørgen Salomonsen | 15 | [ 35 ] [ 75 ] [ 87 ]                                   |
| 1976        | a           | 1 | 1. division | 30 | 7 | 7 | 16 | 34 | 52 | 21 | 15th of 16 | R2 | — | — | N/A | Jørgen Salomonsen | 15 | [ 35 ] [ 75 ] [ 87 ]                                   |
| 1977        | s           | 2 | 2. division | 30 | 16 | 6 | 8 | 63 | 41 | 38 | 4th of 16 | R2 | — | — | N/A | Jørgen Salomonsen | 16 | [ 35 ] [ 75 ] [ 88 ]                                   |
| 1977        | a           | 2 | 2. division | 30 | 16 | 6 | 8 | 63 | 41 | 38 | 4th of 16 | R3 | — | — | N/A | Jørgen Salomonsen | 16 | [ 35 ] [ 75 ] [ 88 ]                                   |
| 1978        | s           | 2 | 2. division | 30 | 14 | 6 | 10 | 46 | 47 | 34 | 6th of 16 | R3 | — | — | 2,862 | N/A | N/A | [ 35 ] [ 75 ] [ 89 ]                                   |
| 1978        | a           | 2 | 2. division | 30 | 14 | 6 | 10 | 46 | 47 | 34 | 6th of 16 | R2 | — | — | 2,862 | N/A | N/A | [ 35 ] [ 75 ] [ 89 ]                                   |
| 1979        | s           | 2 | 2. division | 30 | 15 | 10 | 5 | 61 | 44 | 40 | 3rd of 16 | R2 | — | — | 3,585 | Jørgen Salomonsen | 15 | [ 35 ] [ 75 ] [ 90 ] [ 89 ] [ 91 ]                     |
| 1979        | a           | 2 | 2. division | 30 | 15 | 10 | 5 | 61 | 44 | 40 | 3rd of 16 | R2 | Carlsberg Grand Prix | GS | 3,585 | Jørgen Salomonsen | 15 | [ 35 ] [ 75 ] [ 90 ] [ 89 ] [ 91 ]                     |
| 1980        | s           | 1 | 1. division | 30 | 9 | 8 | 13 | 36 | 53 | 26 | 14th of 16 | R2 | Carlsberg Grand Prix | GS | 3,051 | Johnny Jacobsen | 13 | [ 35 ] [ 75 ] [ 92 ] [ 89 ] [ 93 ]                     |
| 1980        | a           | 1 | 1. division | 30 | 9 | 8 | 13 | 36 | 53 | 26 | 14th of 16 | KF | Carlsberg Grand Prix | GS | 3,051 | Johnny Jacobsen | 13 | [ 35 ] [ 75 ] [ 92 ] [ 89 ] [ 93 ]                     |
| 1981        | s           | 2 | 2. division | 30 | 11 | 8 | 11 | 52 | 52 | 30 | 7th of 16 | KF | Carlsberg Grand Prix | GS | 1,966 | Geert Madsen | 10 | [ 35 ] [ 75 ] [ 94 ] [ 95 ] [ 89 ]                     |
| 1981        | a           | 2 | 2. division | 30 | 11 | 8 | 11 | 52 | 52 | 30 | 7th of 16 | R3 | Carlsberg Grand Prix | GS | 1,966 | Geert Madsen | 10 | [ 35 ] [ 75 ] [ 94 ] [ 95 ] [ 89 ]                     |
| 1982        | s           | 2 | 2. division | 30 | 10 | 5 | 15 | 42 | 55 | 25 | 12th of 16 | R3 | Carlsberg Grand Prix | GS | 1,574 | Michael Larsen | 10 | [ 35 ] [ 75 ] [ 96 ] [ 97 ]                            |
| 1982        | a           | 2 | 2. division | 30 | 10 | 5 | 15 | 42 | 55 | 25 | 12th of 16 | R2 | Carlsberg Grand PrixCarlsberg Cup | GS | 1,574 | Michael Larsen | 10 | [ 35 ] [ 75 ] [ 96 ] [ 97 ]                            |
| 1983        | s           | 2 | 2. division | 30 | 12 | 8 | 10 | 38 | 35 | 32 | 8th of 16 | R2 | Carlsberg Grand PrixCarlsberg Cup | GS | 2,172 | N/A | N/A | [ 35 ] [ 75 ] [ 98 ] [ 89 ] [ 99 ]                     |
| 1983        | a           | 2 | 2. division | 30 | 12 | 8 | 10 | 38 | 35 | 32 | 8th of 16 | R2 | Carlsberg Grand PrixCarlsberg Cup | GS | 2,172 | N/A | N/A | [ 35 ] [ 75 ] [ 98 ] [ 89 ] [ 99 ]                     |
| 1984        | s           | 2 | 2. division | 30 | 4 | 7 | 19 | 24 | 50 | 15 | 16th of 16 | R2 | Carlsberg Grand PrixCarlsberg Cup | GS | 1,115 | Michael Larsen | 8 | [ 35 ] [ 75 ] [ 100 ] [ 101 ]                          |
| 1984        | a           | 2 | 2. division | 30 | 4 | 7 | 19 | 24 | 50 | 15 | 16th of 16 | R2 | Carlsberg Grand PrixCarlsberg Cup | GS? | 1,115 | Michael Larsen | 8 | [ 35 ] [ 75 ] [ 100 ] [ 101 ]                          |
| 1985        | s           | 3 | 3. division | 30 | 15 | 7 | 8 | 49 | 36 | 37 | 4th of 16 | R2 | Carlsberg Grand PrixCarlsberg Cup | GS? | 779 | Jan Jørgensen | 19 | [ 35 ] [ 75 ] [ 102 ] [ 89 ] [ 103 ]                   |
| 1985        | a           | 3 | 3. division | 30 | 15 | 7 | 8 | 49 | 36 | 37 | 4th of 16 | SF | Carlsberg Grand PrixCarlsberg Cup | GSR16 | 779 | Jan Jørgensen | 19 | [ 35 ] [ 75 ] [ 102 ] [ 89 ] [ 103 ]                   |
| 1986        | s           | 3 | 3. division øst | 26 | 12 | 7 | 7 | 48 | 36 | 31 | 4th of 14 | SF | Carlsberg Grand PrixCarlsberg Cup | GSR16 | 1,086 | Jan Jørgensen | 14 | [ 35 ] [ 75 ] [ 89 ] [ 104 ]                           |
| 1986        | a           | 3 | 3. division øst | 26 | 12 | 7 | 7 | 48 | 36 | 31 | 4th of 14 | R3 | — | — | 1,086 | Jan Jørgensen | 14 | [ 35 ] [ 75 ] [ 89 ] [ 104 ]                           |
| 1987        | s           | 3 | 3. division øst | 26 | 18 | 4 | 4 | 67 | 32 | 40 | 1st of 14 | R3 | — | — | 1,487 | Bernd Dietrich | 15 ♦ | [ 35 ] [ 75 ] [ 89 ] [ 105 ]                           |
| 1987        | a           | 3 | 3. division øst | 26 | 18 | 4 | 4 | 67 | 32 | 40 | 1st of 14 | R4 | — | — | 1,487 | Bernd Dietrich | 15 ♦ | [ 35 ] [ 75 ] [ 89 ] [ 105 ]                           |
| 1988        | s           | 2 | 2. division | 26 | 11 | 4 | 11 | 47 | 44 | 26 | 8th of 14 | R4 | — | — | 2,290 | Peter Nielsen | 9 | [ 35 ] [ 75 ] [ 106 ] [ 107 ]                          |
| 1988        | a           | 2 | 2. division | 26 | 11 | 4 | 11 | 47 | 44 | 26 | 8th of 14 | R1 | — | — | 2,290 | Peter Nielsen | 9 | [ 35 ] [ 75 ] [ 106 ] [ 107 ]                          |
| 1989        | s           | 2 | 2. division | 26 | 10 | 7 | 9 | 54 | 43 | 27 | 7th of 14 | R1 | — | — | 1,524 | Mukremin Jasar | 15 ♦ | [ 35 ] [ 75 ] [ 89 ] [ 108 ]                           |
| 1989        | a           | 2 | 2. division | 26 | 10 | 7 | 9 | 54 | 43 | 27 | 7th of 14 | R2 | — | — | 1,524 | Mukremin Jasar | 15 ♦ | [ 35 ] [ 75 ] [ 89 ] [ 108 ]                           |
| 1990        | s           | 2 | 2. division | 26 | 9 | 9 | 8 | 36 | 38 | 27 | 8th of 14 | R2 | — | — | 1,433 | Mukremin Jasar | 12 | [ 35 ] [ 75 ] [ 89 ] [ 109 ]                           |
| 1990        | a           | 2 | 2. division | 26 | 9 | 9 | 8 | 36 | 38 | 27 | 8th of 14 | R2 | — | — | 1,433 | Mukremin Jasar | 12 | [ 35 ] [ 75 ] [ 89 ] [ 109 ]                           |
| 1991        | 1991        | 3 | 2. division øst | 18 | 10 | 2 | 6 | 30 | 16 | 22 | 2. af 10 | R2 | — | — | 1,430 | Søren Nielsen | 6 | [ 35 ] [ 110 ]                                         |
| 1991 autumn | 1991 autumn | 3 | 2. division øst, grundspil | 18 | 11 | 7 | 0 | 32 | 12 | 29 | 1st of 10 | R3 | — | — | 1,703 | Torben Hansen | 9 | [ 35 ] [ 75 ] [ 111 ]                                  |
| 1992 spring | 1992 spring | 3 | 1. division, slutspil | 14 | 7 | 2 | 5 | 21 | 15 | 16 | 4th of 8 | R3 | — | — | 1,622 | Morten Jensen | 4 | [ 35 ] [ 112 ] [ 112 ]                                 |
| 1992 autumn | 1992 autumn | 2 | 1. division, grundspil | 18 | 7 | 3 | 8 | 42 | 33 | 17 | 6th of 10 | R3 | — | — | 1,238 | Aziz Corr Søren Nielsen | 6 | [ 35 ] [ 75 ] [ 113 ]                                  |
| 1993 spring | 1993 spring | 2 | Kvalifikationsligaen, slutspil | 14 | 3 | 5 | 6 | 19 | 31 | 14 | 8th of 8 | R3 | — | — | 1,362 | Aziz Corr | 9 | [ 35 ] [ 114 ]                                         |
| 1993 autumn | 1993 autumn | 2 | 1. division, grundspil | 18 | 9 | 4 | 5 | 44 | 31 | 22 | 2. af 10 | KF | — | — | 1,575 | Mukremin Jasar | 10 | [ 35 ] [ 75 ] [ 115 ]                                  |
| 1994 spring | 1994 spring | 2 | Kvalifikationsligaen, slutspil | 14 | 7 | 5 | 2 | 30 | 17 | 26 | 2. af 8 | KF | — | — | 2.326 | Mukremin Jasar | 10 | [ 35 ] [ 116 ]                                         |
| 1994 autumn | 1994 autumn | 1 | Superliga, grundspil | 18 | 4 | 0 | 14 | 21 | 47 | 8 | 10th of 10 | R5 | — | — | 3,201 | Mukremin Jasar Christian Clem | 5 | [ 35 ] [ 75 ] [ 117 ] [ 118 ]                          |
| 1995 spring | 1995 spring | 2 | Kvalifikationsligaen | 14 | 3 | 3 | 8 | 15 | 22 | 16 | 6th of 8 | R5 | — | — | 1.427 | Jimmi Lüthje | 5 | [ 35 ] [ 119 ]                                         |
| 1995–96     | 1995–96     | 2 | 1. division | 30 | 10 | 10 | 10 | 40 | 40 | 40 | 7th of 16 | R4 | — | — | 961 | Francois Pignot | 9 | [ 35 ] [ 75 ] [ 120 ] [ 121 ]                          |
| 1996–97     | 1996–97     | 2 | 1. division | 30 | 9 | 11 | 10 | 37 | 42 | 38 | 11th of 16 | R3 | — | — | 837 | Stefan Kofoed Hansen | 5 | [ 35 ] [ 75 ] [ 122 ] [ 123 ]                          |
| 1997–98     | 1997–98     | 2 | 1. division | 30 | 11 | 4 | 15 | 42 | 50 | 37 | 10th of 16 | R3 | — | — | 972 | Anders Højlund | 8 | [ 35 ] [ 75 ] [ 124 ]                                  |
| 1998–99     | 1998–99     | 2 | 1. division | 30 | 12 | 6 | 12 | 48 | 48 | 42 | 7th of 16 | R2 | — | — | 1,155 | Lars Brandt | 10 | [ 35 ] [ 75 ] [ 125 ] [ 126 ]                          |
| 1999–2000   | 1999–2000   | 2 | 1. division | 30 | 10 | 5 | 15 | 43 | 48 | 35 | 11th of 16 | R5 | — | — | 902 | Sammy Youssouf | 10 | [ 35 ] [ 75 ] [ 127 ] [ 128 ] [ 128 ] [ 127 ] [ 129 ]  |
| 2000–01     | 2000–01     | 2 | 1. division | 30 | 8 | 7 | 15 | 43 | 64 | 31 | 14th of 16 | R4 | — | — | 906 | Mads Junker | 16 | [ 35 ] [ 75 ] [ 130 ] [ 131 ]                          |
| 2001–02     | 2001–02     | 3 | 2. division | 30 | 9 | 7 | 14 | 49 | 59 | 34 | 12th of 16 | R4 | — | — | 662 | Thomas Maale | 19 | [ 35 ] [ 75 ] [ 132 ] [ 133 ]                          |
| 2002–03     | 2002–03     | 3 | 2. division | 30 | 18 | 5 | 7 | 55 | 35 | 59 | 3rd of 16 | R2 | — | — | 1,130 | Thomas Maale | 23 | [ 35 ] [ 75 ] [ 134 ] [ 135 ] [ 136 ]                  |
| 2003–04     | 2003–04     | 2 | 1. division | 30 | 9 | 7 | 14 | 42 | 53 | 34 | 11th of 16 | R2 | — | — | 1,042 | Thomas Myssing Pedersen Thomas Lundbye | 6 | [ 35 ] [ 75 ] [ 137 ] [ 138 ]                          |
| 2004–05     | 2004–05     | 2 | 1. division | 30 | 12 | 10 | 8 | 50 | 39 | 46 | 8th of 16 | KF | — | — | 1,000 | Andrew av Fløtum | 9 | [ 35 ] [ 75 ] [ 139 ] [ 140 ]                          |
| 2005–06     | 2005–06     | 2 | 1. division | 30 | 15 | 4 | 11 | 54 | 55 | 49 | 5th of 16 | R3 | — | — | 1,112 | Martin Skov Petersen | 11 | [ 35 ] [ 75 ] [ 141 ] [ 142 ] [ 143 ]                  |
| 2006–07     | 2006–07     | 2 | 1. division | 30 | 6 | 6 | 18 | 35 | 78 | 24 | 16th of 16 | R2 | — | — | 1,033 | Thomas Christensen | 7 | [ 35 ] [ 75 ] [ 144 ] [ 145 ]                          |
| 2007–08     | 2007–08     | 3 | 2. division øst | 30 | 20 | 3 | 7 | 63 | 34 | 63 | 2. af 16 · Won promotion playoffs | R2 | — | — | 1,303 | Anders Jochumsen | 19 | [ 35 ] [ 75 ] [ 146 ] [ 147 ]                          |
| 2008–09     | 2008–09     | \| Sæson \| Sæson \| Liga \| Liga \| Liga \| Liga \| Liga \| Liga \| Liga \| Liga \| Liga \| Liga \| \| Sæson \| Sæson \| Niveau \| Division \| S \| V \| U \| T \| MF \| MI \| Pt \| Placering \| \| ----------- \| ----------- \| ------ \| --------------------- \| ---- \| ---- \| ---- \| ---- \| ---- \| ---- \| ---- \| --------- \| \| 2008 \| 2008 \| 7→6[d] \| KBU Serie 1, gruppe 2 \| 22 \| 16 \| 3 \| 3 \| 70 \| 24 \| 51 \| 1st of 12 \| \| spring 2009 \| spring 2009 \| 5 \| Københavnsserien \| 13 \| 8 \| 2 \| 3 \| 23 \| 20 \| 26 \| 3rd of 14 \| | \| Sæson \| Sæson \| Liga \| Liga \| Liga \| Liga \| Liga \| Liga \| Liga \| Liga \| Liga \| Liga \| \| Sæson \| Sæson \| Niveau \| Division \| S \| V \| U \| T \| MF \| MI \| Pt \| Placering \| \| ----------- \| ----------- \| ------ \| --------------------- \| ---- \| ---- \| ---- \| ---- \| ---- \| ---- \| ---- \| --------- \| \| 2008 \| 2008 \| 7→6[d] \| KBU Serie 1, gruppe 2 \| 22 \| 16 \| 3 \| 3 \| 70 \| 24 \| 51 \| 1st of 12 \| \| spring 2009 \| spring 2009 \| 5 \| Københavnsserien \| 13 \| 8 \| 2 \| 3 \| 23 \| 20 \| 26 \| 3rd of 14 \| | \| Sæson \| Sæson \| Liga \| Liga \| Liga \| Liga \| Liga \| Liga \| Liga \| Liga \| Liga \| Liga \| \| Sæson \| Sæson \| Niveau \| Division \| S \| V \| U \| T \| MF \| MI \| Pt \| Placering \| \| ----------- \| ----------- \| ------ \| --------------------- \| ---- \| ---- \| ---- \| ---- \| ---- \| ---- \| ---- \| --------- \| \| 2008 \| 2008 \| 7→6[d] \| KBU Serie 1, gruppe 2 \| 22 \| 16 \| 3 \| 3 \| 70 \| 24 \| 51 \| 1st of 12 \| \| spring 2009 \| spring 2009 \| 5 \| Københavnsserien \| 13 \| 8 \| 2 \| 3 \| 23 \| 20 \| 26 \| 3rd of 14 \| | \| Sæson \| Sæson \| Liga \| Liga \| Liga \| Liga \| Liga \| Liga \| Liga \| Liga \| Liga \| Liga \| \| Sæson \| Sæson \| Niveau \| Division \| S \| V \| U \| T \| MF \| MI \| Pt \| Placering \| \| ----------- \| ----------- \| ------ \| --------------------- \| ---- \| ---- \| ---- \| ---- \| ---- \| ---- \| ---- \| --------- \| \| 2008 \| 2008 \| 7→6[d] \| KBU Serie 1, gruppe 2 \| 22 \| 16 \| 3 \| 3 \| 70 \| 24 \| 51 \| 1st of 12 \| \| spring 2009 \| spring 2009 \| 5 \| Københavnsserien \| 13 \| 8 \| 2 \| 3 \| 23 \| 20 \| 26 \| 3rd of 14 \| | \| Sæson \| Sæson \| Liga \| Liga \| Liga \| Liga \| Liga \| Liga \| Liga \| Liga \| Liga \| Liga \| \| Sæson \| Sæson \| Niveau \| Division \| S \| V \| U \| T \| MF \| MI \| Pt \| Placering \| \| ----------- \| ----------- \| ------ \| --------------------- \| ---- \| ---- \| ---- \| ---- \| ---- \| ---- \| ---- \| --------- \| \| 2008 \| 2008 \| 7→6[d] \| KBU Serie 1, gruppe 2 \| 22 \| 16 \| 3 \| 3 \| 70 \| 24 \| 51 \| 1st of 12 \| \| spring 2009 \| spring 2009 \| 5 \| Københavnsserien \| 13 \| 8 \| 2 \| 3 \| 23 \| 20 \| 26 \| 3rd of 14 \| | \| Sæson \| Sæson \| Liga \| Liga \| Liga \| Liga \| Liga \| Liga \| Liga \| Liga \| Liga \| Liga \| \| Sæson \| Sæson \| Niveau \| Division \| S \| V \| U \| T \| MF \| MI \| Pt \| Placering \| \| ----------- \| ----------- \| ------ \| --------------------- \| ---- \| ---- \| ---- \| ---- \| ---- \| ---- \| ---- \| --------- \| \| 2008 \| 2008 \| 7→6[d] \| KBU Serie 1, gruppe 2 \| 22 \| 16 \| 3 \| 3 \| 70 \| 24 \| 51 \| 1st of 12 \| \| spring 2009 \| spring 2009 \| 5 \| Københavnsserien \| 13 \| 8 \| 2 \| 3 \| 23 \| 20 \| 26 \| 3rd of 14 \| | \| Sæson \| Sæson \| Liga \| Liga \| Liga \| Liga \| Liga \| Liga \| Liga \| Liga \| Liga \| Liga \| \| Sæson \| Sæson \| Niveau \| Division \| S \| V \| U \| T \| MF \| MI \| Pt \| Placering \| \| ----------- \| ----------- \| ------ \| --------------------- \| ---- \| ---- \| ---- \| ---- \| ---- \| ---- \| ---- \| --------- \| \| 2008 \| 2008 \| 7→6[d] \| KBU Serie 1, gruppe 2 \| 22 \| 16 \| 3 \| 3 \| 70 \| 24 \| 51 \| 1st of 12 \| \| spring 2009 \| spring 2009 \| 5 \| Københavnsserien \| 13 \| 8 \| 2 \| 3 \| 23 \| 20 \| 26 \| 3rd of 14 \| | \| Sæson \| Sæson \| Liga \| Liga \| Liga \| Liga \| Liga \| Liga \| Liga \| Liga \| Liga \| Liga \| \| Sæson \| Sæson \| Niveau \| Division \| S \| V \| U \| T \| MF \| MI \| Pt \| Placering \| \| ----------- \| ----------- \| ------ \| --------------------- \| ---- \| ---- \| ---- \| ---- \| ---- \| ---- \| ---- \| --------- \| \| 2008 \| 2008 \| 7→6[d] \| KBU Serie 1, gruppe 2 \| 22 \| 16 \| 3 \| 3 \| 70 \| 24 \| 51 \| 1st of 12 \| \| spring 2009 \| spring 2009 \| 5 \| Københavnsserien \| 13 \| 8 \| 2 \| 3 \| 23 \| 20 \| 26 \| 3rd of 14 \| | \| Sæson \| Sæson \| Liga \| Liga \| Liga \| Liga \| Liga \| Liga \| Liga \| Liga \| Liga \| Liga \| \| Sæson \| Sæson \| Niveau \| Division \| S \| V \| U \| T \| MF \| MI \| Pt \| Placering \| \| ----------- \| ----------- \| ------ \| --------------------- \| ---- \| ---- \| ---- \| ---- \| ---- \| ---- \| ---- \| --------- \| \| 2008 \| 2008 \| 7→6[d] \| KBU Serie 1, gruppe 2 \| 22 \| 16 \| 3 \| 3 \| 70 \| 24 \| 51 \| 1st of 12 \| \| spring 2009 \| spring 2009 \| 5 \| Københavnsserien \| 13 \| 8 \| 2 \| 3 \| 23 \| 20 \| 26 \| 3rd of 14 \| | \| Sæson \| Sæson \| Liga \| Liga \| Liga \| Liga \| Liga \| Liga \| Liga \| Liga \| Liga \| Liga \| \| Sæson \| Sæson \| Niveau \| Division \| S \| V \| U \| T \| MF \| MI \| Pt \| Placering \| \| ----------- \| ----------- \| ------ \| --------------------- \| ---- \| ---- \| ---- \| ---- \| ---- \| ---- \| ---- \| --------- \| \| 2008 \| 2008 \| 7→6[d] \| KBU Serie 1, gruppe 2 \| 22 \| 16 \| 3 \| 3 \| 70 \| 24 \| 51 \| 1st of 12 \| \| spring 2009 \| spring 2009 \| 5 \| Københavnsserien \| 13 \| 8 \| 2 \| 3 \| 23 \| 20 \| 26 \| 3rd of 14 \| | \| Sæson \| Sæson \| Liga \| Liga \| Liga \| Liga \| Liga \| Liga \| Liga \| Liga \| Liga \| Liga \| \| Sæson \| Sæson \| Niveau \| Division \| S \| V \| U \| T \| MF \| MI \| Pt \| Placering \| \| ----------- \| ----------- \| ------ \| --------------------- \| ---- \| ---- \| ---- \| ---- \| ---- \| ---- \| ---- \| --------- \| \| 2008 \| 2008 \| 7→6[d] \| KBU Serie 1, gruppe 2 \| 22 \| 16 \| 3 \| 3 \| 70 \| 24 \| 51 \| 1st of 12 \| \| spring 2009 \| spring 2009 \| 5 \| Københavnsserien \| 13 \| 8 \| 2 \| 3 \| 23 \| 20 \| 26 \| 3rd of 14 \| | \| Sæson \| Sæson \| Liga \| Liga \| Liga \| Liga \| Liga \| Liga \| Liga \| Liga \| Liga \| Liga \| \| Sæson \| Sæson \| Niveau \| Division \| S \| V \| U \| T \| MF \| MI \| Pt \| Placering \| \| ----------- \| ----------- \| ------ \| --------------------- \| ---- \| ---- \| ---- \| ---- \| ---- \| ---- \| ---- \| --------- \| \| 2008 \| 2008 \| 7→6[d] \| KBU Serie 1, gruppe 2 \| 22 \| 16 \| 3 \| 3 \| 70 \| 24 \| 51 \| 1st of 12 \| \| spring 2009 \| spring 2009 \| 5 \| Københavnsserien \| 13 \| 8 \| 2 \| 3 \| 23 \| 20 \| 26 \| 3rd of 14 \| | \| Sæson \| Sæson \| Liga \| Liga \| Liga \| Liga \| Liga \| Liga \| Liga \| Liga \| Liga \| Liga \| \| Sæson \| Sæson \| Niveau \| Division \| S \| V \| U \| T \| MF \| MI \| Pt \| Placering \| \| ----------- \| ----------- \| ------ \| --------------------- \| ---- \| ---- \| ---- \| ---- \| ---- \| ---- \| ---- \| --------- \| \| 2008 \| 2008 \| 7→6[d] \| KBU Serie 1, gruppe 2 \| 22 \| 16 \| 3 \| 3 \| 70 \| 24 \| 51 \| 1st of 12 \| \| spring 2009 \| spring 2009 \| 5 \| Københavnsserien \| 13 \| 8 \| 2 \| 3 \| 23 \| 20 \| 26 \| 3rd of 14 \| | \| Sæson \| Sæson \| Liga \| Liga \| Liga \| Liga \| Liga \| Liga \| Liga \| Liga \| Liga \| Liga \| \| Sæson \| Sæson \| Niveau \| Division \| S \| V \| U \| T \| MF \| MI \| Pt \| Placering \| \| ----------- \| ----------- \| ------ \| --------------------- \| ---- \| ---- \| ---- \| ---- \| ---- \| ---- \| ---- \| --------- \| \| 2008 \| 2008 \| 7→6[d] \| KBU Serie 1, gruppe 2 \| 22 \| 16 \| 3 \| 3 \| 70 \| 24 \| 51 \| 1st of 12 \| \| spring 2009 \| spring 2009 \| 5 \| Københavnsserien \| 13 \| 8 \| 2 \| 3 \| 23 \| 20 \| 26 \| 3rd of 14 \| | \| Sæson \| Sæson \| Liga \| Liga \| Liga \| Liga \| Liga \| Liga \| Liga \| Liga \| Liga \| Liga \| \| Sæson \| Sæson \| Niveau \| Division \| S \| V \| U \| T \| MF \| MI \| Pt \| Placering \| \| ----------- \| ----------- \| ------ \| --------------------- \| ---- \| ---- \| ---- \| ---- \| ---- \| ---- \| ---- \| --------- \| \| 2008 \| 2008 \| 7→6[d] \| KBU Serie 1, gruppe 2 \| 22 \| 16 \| 3 \| 3 \| 70 \| 24 \| 51 \| 1st of 12 \| \| spring 2009 \| spring 2009 \| 5 \| Københavnsserien \| 13 \| 8 \| 2 \| 3 \| 23 \| 20 \| 26 \| 3rd of 14 \| | \| Sæson \| Sæson \| Liga \| Liga \| Liga \| Liga \| Liga \| Liga \| Liga \| Liga \| Liga \| Liga \| \| Sæson \| Sæson \| Niveau \| Division \| S \| V \| U \| T \| MF \| MI \| Pt \| Placering \| \| ----------- \| ----------- \| ------ \| --------------------- \| ---- \| ---- \| ---- \| ---- \| ---- \| ---- \| ---- \| --------- \| \| 2008 \| 2008 \| 7→6[d] \| KBU Serie 1, gruppe 2 \| 22 \| 16 \| 3 \| 3 \| 70 \| 24 \| 51 \| 1st of 12 \| \| spring 2009 \| spring 2009 \| 5 \| Københavnsserien \| 13 \| 8 \| 2 \| 3 \| 23 \| 20 \| 26 \| 3rd of 14 \| | [ 148 ] [ 149 ]                                        |
| 2009–10     | 2009–10     | 5 | Københavnsserien | 26 | 17 | 4 | 5 | 66 | 31 | 55 | 1st of 14 | DSQ | — | — | 430 | Alhagie Babou Njie | 13 | [ 150 ] [ 151 ] [ 152 ] [ 153 ] [ 154 ] [ 155 ]        |
| 2010–11     | 2010–11     | 4 | Danmarksserien, pulje 1 | 26 | 15 | 6 | 5 | 50 | 28 | 51 | 2. af 14 | R1 | — | — | 844 | Mads Rønne | 15 ♦ | [ 156 ] [ 75 ] [ 157 ] [ 158 ]                         |
| 2011–12     | 2011–12     | 3 | 2. division øst | 30 | 12 | 8 | 10 | 50 | 47 | 44 | 5th of 16 | KR3 | — | — | 990 | Olcay Senoglu | 20 | [ 35 ] [ 159 ] [ 160 ] [ 161 ]                         |
| 2012–13     | 2012–13     | 3 | 2. division øst | 30 | 6 | 5 | 19 | 39 | 59 | 23 | 14th of 16 Won relegation playoffs | R1 | — | — | 901 | Mads Rønne | 12 | [ 35 ] [ 75 ] [ 162 ] [ 163 ]                          |
| 2013–14     | 2013–14     | 3 | 2. division øst | 30 | 15 | 6 | 9 | 76 | 55 | 51 | 3rd of 16 | R1 | Viasat Cup | GS | 1,121 | Nicolas Mortensen | 20 | [ 35 ] [ 75 ] [ 164 ] [ 165 ] [ 166 ]                  |
| 2014–15     | 2014–15     | 3 | 2. division øst | 30 | 16 | 8 | 6 | 55 | 35 | 56 | 4th of 16 | R3 | — | — | 1,077 | Nicolas Mortensen | 15 | [ 35 ] [ 75 ] [ 167 ] [ 168 ]                          |
| 2015–16     | a           | 3 | 2. division, pulje 2 | 14 | 9 | 2 | 3 | 30 | 16 | 29 | 2. af 8 | R1 | — | — | 838 | Nicolas Mortensen | 12 ♦ | [ 35 ] [ 75 ] [ 169 ] [ 170 ]                          |
| 2015–16     | s           | 3 | 2. division, oprykningsspil | 16 | 9 | 3 | 4 | 39 | 29 | 40 (10) | 2. af 12 | R1 | — | — | 1,325 | Olcay Senoglu | 6 | [ 35 ] [ 171 ] [ 172 ]                                 |
| 2016–17     | 2016–17     | 2 | 1. division | 33 | 10 | 11 | 12 | 42 | 45 | 41 | 10th of 12 | R3 | — | — | 1,137 | Olcay Senoglu | 12 | [ 35 ] [ 75 ] [ 173 ] [ 174 ]                          |
| 2017–18     | 2017–18     | 2 | 1. division | 33 | 11 | 7 | 15 | 27 | 42 | 40 | 9th of 12 | R3 | — | — | 922 | Jabar Sharza | 10 | [ 35 ] [ 75 ] [ 175 ] [ 176 ]                          |
| 2018–19     | 2018–19     | 2 | 1. division | 33 | 13 | 11 | 9 | 42 | 45 | 50 | 5th of 12 | R2 | — | — | 1,220 | Lukas Ahlefeldt Engel | 9 | [ 35 ] [ 75 ] [ 177 ] [ 178 ]                          |
| 2019–20     | 2019–20     | 2 | 1. division | N/A | N/A | N/A | N/A | N/A | N/A | N/A | N/A | N/A | — | — | N/A | N/A | N/A | [ 35 ]                                                 |
| Sæson       | Sæson       | Liga | Liga | Liga | Liga | Liga | Liga | Liga | Liga | Liga | Liga | | | | | | |                                                        |
| Sæson       | Sæson       | Niveau | Division | S | V | U | T | MF | MI | Pt | Placering | | | | | | |                                                        |
| 2008        | 2008        | 7→6 | KBU Serie 1, gruppe 2 | 22 | 16 | 3 | 3 | 70 | 24 | 51 | 1st of 12 | | | | | | |                                                        |
| spring 2009 | spring 2009 | 5 | Københavnsserien | 13 | 8 | 2 | 3 | 23 | 20 | 26 | 3rd of 14 | | | | | | |                                                        |

## Footnotes
1. 1 2
2. 1 2

## References
1. 1 2 3 4
2. 1 2
3. 1 2 3 4 5 6
4. 1 2
5. 1 2 3 4 5 6 7
6. 1 2 3 4 5 6 7 8 9 10 11 12 13 14
7. 1 2
8. 1 2 3 4 5 6 7 8 9 10 11 12 13 14 15 16 17 18 19 20 21 22 23 24 25 26 27 28 29 30 31 32 33 34 35 36 37 38 39 40 41 42 43 44 45 46 47 48 49 50 51 52 53 54 55 56 57 58 59 60 61 62 63 64 65 66 67 68 69 70 71 72 73 74 75 76 77 78 79 80 81 82 83 84 85 86 87 88 89 90 91 92 93 94 95
9. 1 2 3 4 5 6 7 8 9
10. 1 2
11. 1 2 3 4 5 6 7 8 9
12. 1 2 3 4
13. 1 2 3 4 5 6 7 8 9 10 11 12 13 14 15 16 17 18 19 20 21 22 23 24 25 26 27 28 29 30 31 32 33 34 35 36 37 38 39 40 41 42 43 44 45 46 47 48 49 50 51 52 53 54 55 56 57 58 59 60
14. 1 2 3 4 5 6 7 8 9 10
15. 1 2
16. 1 2
17. 1 2